# Sabino Arana

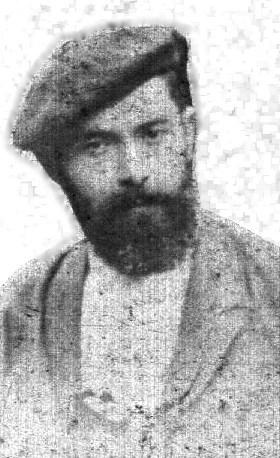
Sabino Arana in 1890.

Sabino de Arana y Goiri (ook wel Arana ta Goiri'taŕ Sabin - 1865–1903) was een negentiende-eeuws ideoloog van het Baskische nationalisme en stichter van de Baskische Nationalistische Partij. Hij werd op zeventienjarige leeftijd, onder invloed van zijn oudere broer Luis, overtuigd nationalist. Hij werd bekritiseerd vanwege zijn seksistische en racistische ideeën.
Sabino de Arana y Goiri bestudeerde de Baskische geschiedenis, taal en cultuur. Arana studeerde vijf jaar in Barcelona (1883-1888), om vervolgens naar Biskaje terug te keren om er zijn politieke missie te starten, wat culmineerde in de oprichting van de Eusko Alderdi Jeltzalea, de Baskische Nationalistische Partij in 1895. Hierin pleitte Arana voor herstel van de Fueros, de tot 1874 (Tweede Carlistische Oorlog) genoten privileges. Hij was overtuigd van een degeneratie van het Baskische ras ten gevolge van de aanzienlijke immigratie van Spaanse arbeiders. Arana was anti-socialistisch en antiliberaal. Hij publiceerde in 1890 Vizcaya por su independencia.
Toen de Spaanse Burgeroorlog uitbrak werden de stoffelijke resten van Arana bij nacht opgegraven en op een onbekende doch veilige plaats (hoogstwaarschijnlijk in Noord-Baskenland) bewaard. Vele jaren later werd de zogenaamde Pater Patriae van Baskenland door de Baskische Nationalistische Partij herbegraven op het kerkhof van Sukarrieta.
Intussen was het geboortehuis van Arana onder de dictatuur van Franco steen voor steen afgebroken waarna het schroot in zee werd gedumpt. De grond bleef braak liggen omdat niemand hem wilde of durfde te kopen. Nu is er de partijzetel van de Baskische Nationalistische Partij op gebouwd.

## Sabino Aranaprijs
De Sabino Aranaprijs wordt door de Sabino Arana Fundazoia, een stichting gelieerd met de Baskische Nationalistische Partij (PNV) uitgereikt aan mensen en organisaties die een bijzondere waarde hebben betekend voor Baskenland en haar nationalistische strijd. In januari 2013 ontving Bart De Wever deze prijs.